# 97. østlige længdekreds
Den 97. østlige længdekreds (eller 97 grader østlig længde) er en længdekreds, der ligger 97 grader øst for nulmeridianen. Den løber gennem Ishavet, Asien, det Indiske Ocean, det Sydlige Ishav og Antarktis.